# Modesto Andlauer
San Modesto Andlauer (Rosheim, Alsacia, Francia, 22 de mayo de 1847 - Ouy, China, 19 de junio de 1900) Presbítero, santo y mártir jesuita de origen francés.
Estudió en el Seminario de Estrasburgo y en 1872 entró al Noviciado de la Compañía de Jesús en Saint-Acheml, Champagne. Enseñó en los Colegios de Amiens , Lille y Brest. Fue enviado a China en 1882 junto con Remigio Isoré y León Ignacio Manguín. Estudió con Remigio Isoré durante cuatro años chino y teología. Fue estimado por su humildad y alto espíritu de oración.
A raíz del levantamiento popular de los Boxer, llamada también Rebelión de los Boxers, fue victimado con Remigio Isoré cuando oraban ante el altar de la Capilla en Ouy, también denominado pueblo de Chou-Chia-Ho.
Fue beatificado el 17 de abril de 1955 por el Papa Pío XII y canonizado por el papa Juan Pablo II el 1 de octubre de 2000. Su fiesta se celebra el 19 de junio.